# Орел (Ібресинський район)
Оре́л (рос. Орёл, чув. Орел) — селище у складі Ібресинського району Чувашії, Росія. Входить до складу Березовського сільського поселення.
Населення — 78 осіб (2010; 99 у 2002).
Національний склад:
- чуваші — 95 %